# 니푸르 도서관
니푸르 도서관은 메소포타미아의 고대 도서관으로 니푸르(nippur)사원도서관과 고문서 관터(BC. 2000년 경)에서 약 4만권 정도의 문자판이 보존된 도서관이 발견되었다.

## 점토판의 내용
- BC 3000년대 말에서 2000년대 초까지 수메르의 역사와 문화를기록함
- 다양한 신화, 찬가, 애가와 같은 수메르인의 문학 작품 목록
- 두서없이 제목만 나열된 목록
- 수메르의 학교에 대한 에세이 발견